# Distrikt Nuñoa
Der Distrikt Nuñoa liegt in der Provinz Melgar in der Region Puno in Südost-Peru. Der Distrikt besitzt eine Fläche von 2201 km². Beim Zensus 2017 wurden 8815 Einwohner gezählt. Im Jahr 1993 betrug die Einwohnerzahl 11.379, im Jahr 2007 11.121. Sitz der Distriktverwaltung ist die 4016 m hoch gelegene Kleinstadt Nuñoa mit 4732 Einwohnern (Stand 2017). Nuñoa befindet sich 45 km nordnordwestlich der Provinzhauptstadt Ayaviri.

## Geographische Lage
Der Distrikt Nuñoa liegt im Andenhochland im Nordwesten der Provinz Melgar. Im Norden wird das Gebiet von einem Gebirgszug mit Gipfeln über 5300 m begrenzt. Der Río Quenamari (auch Rìo Nuñoa oder Río Grande) entwässert das Areal in Richtung Südsüdost zum Río Ramis (auch Río Azángaro). Im Süden befindet sich der See Lago Ututo.
Der Distrikt Nuñoa grenzt im Südwesten an den Distrikt Santa Rosa, im Westen an die Distrikte Maranganí, Sicuani und San Pablo (alle drei in der Provinz Canchis),
im Norden an die Distrikte Corani und Macusani (beide in der Provinz Carabaya), im Osten an den Distrikt Antauta sowie im Südosten an die Distrikte Asillo (Provinz Azángaro) und Orurillo.

## Ortschaften
Im Distrikt gibt es neben dem Hauptort folgende größere Ortschaften:
- Manasaya
- Pasanacollo